# Forest Gate
Forest Gate es un distrito del municipio londinense de Newham, al este de Londres, Inglaterra. Se encuentra a 7 millas (11 km) al noreste de Charing Cross.
El nombre del área se relaciona con su posición adyacente a Wanstead Flats, la parte más al sur de Epping Forest. La ciudad fue históricamente parte de la parroquia (y más tarde distrito) de West Ham en el siglo de Becontree en Essex. Desde 1965, Forest Gate ha sido parte del distrito londinense de Newham, un distrito del gobierno local del Gran Londres. La ciudad forma la mayor parte del distrito de código postal E7 de Londres.Las áreas vecinas incluyen Leytonstone al norte, East Ham al este, Plaistow al sur y Stratford al oeste.

## Historia
El primer registro conocido del nombre 'Forest Gate' proviene de los registros parroquiales de West Ham de finales del siglo XVII y describe una puerta colocada en la moderna Woodford Road para evitar que el ganado se desvíe del área abierta de Wanstead Flats de Epping Forest hacia el principal calzada romana (Romford road) que une Camulodunum con Londinium. La puerta estaba ubicada cerca de la antigua taberna Eagle & Child. Nunca fue una puerta de peaje y fue demolida junto con la cabaña de los guardianes en 1881.
En el momento de la construcción de la puerta, el bosque y su mosaico de hábitats (bosque de monte bajo, pastos comunes y pastos de madera) se extendía desde Epping hasta Romford Road, donde un bosque de monte bajo llamado 'Hamfrith' (que significa el bosque perteneciente al área de Ham) Wood, que existió hasta alrededor de 1700,, formó el punto más al sur.
Se encontró una cuenta enjoyada anglosajona en Forest Gate en 1875 durante la construcción de alcantarillado detrás de la antigua taberna Princess Alice en el área de Sprowston Road. La 'cuenta' está hecha de oro, granate y vidrio azul que data de finales del siglo VI o principios del VII y la mano de obra sugiere que pertenece a una mujer rica o de alto estatus como una 'princesa' y data de los siglos 6 y 7. siglos (500 – 699 dC). En ese momento, Essex era un reino independiente con un territorio que se extendía por Essex, Middlesex y Londres y la mitad de Hertfordshire. Habiendo sido encontrado como un solo objeto, se supone que la cuenta se perdió casualmente mientras viajaba a lo largo de la antigua calzada romana (ahora Romford Road) en lugar de como un objeto de entierro, pero esto no es seguro ya que hay una falta de detalles sobre cómo se recuperó. Estilísticamente, se dice que la pieza se relaciona con joyas similares producidas en Kent, que influyeron en los diseños de Essex. Se sabe que el rey Sledd de Essex se casó con Ricula, la hermana del rey Æthelberht de Kent, alrededor del año 580 d. C. La pieza fue adquirida por Sir John Evans y fue presentada al Ashmolean Museum de Oxford por Sir Arthur Evans en 1909.
La zona permaneció rural hasta el siglo XIX. Desde el siglo XVIII, varios habitantes de la ciudad adinerada tenían grandes casas de campo en la zona y muchos de ellos eran cuáqueros; los más conocidos de ellos fueron las familias de Gurney, Fry y Lester. A medida que la población se expandió, se construyeron nuevas iglesias en el área, como Emmanuel (1852) y su iglesia misionera St Mark's (1893-1898).
En 1890, un incendio en la Escuela Industrial Forest Gate en Forest Lane, ocupada por niños pertenecientes a Whitechapel Union, mató a 26 niños de entre 7 y 12 años.
Forest Gate formó parte del distrito del condado de West Ham desde su creación (inicialmente como distrito municipal) en 1886. El distrito del condado se abolió para formar parte del actual distrito londinense de Newham en 1965.
El blog de historia local E7 Now and Then detalla otra historia de Forest Gate. Un estudio etnográfico del vecindario realizado por la investigadora Dra. Joy White, Terraformed: Young Black Lives in the Inner City, fue publicado en 2020 por Repeater Books.
Newham tiene el segundo porcentaje más alto de musulmanes en Gran Bretaña con un 24,3% y Forest Gate lo refleja con un 23,4% que declara su religión como el Islam en el censo de 2001. Muchos tienen sus raíces en Bangladés y Pakistán y la mayoría sigue la tradición sunita deobandi o salafista.

## Áreas residenciales
El Área de Conservación de Woodgrange Estate es una zona residencial predominantemente con casas victorianas de dos fachadas de tres y cuatro dormitorios construidas entre 1887 y 1892 por el desarrollador Thomas Corbett y sus hijos, quienes supervisaron la construcción de más de 1100 casas para explotar los enlaces de transporte proporcionados por una de las primeras líneas de Essex, inaugurada por Eastern Counties Railway en 1839, que atraviesa Forest Gate en 1840. Corbett pagó 40 000 libras esterlinas (equivalente a 4 000 000 libras esterlinas en 2021) por tierras asociadas con Woodgrange Farm, Essex, en 1877, que anteriormente se usaban como un jardín de mercado al servicio de Londres. Woodgrange Estate consta de cuatro caminos de norte a sur: Hampton Road; camino de Osborne; Claremont Road y Windsor Road, todas conectadas con Woodgrange Road hacia el oeste. Hay bloques de pisos municipales en el extremo occidental de las carreteras de Claremont y Windsor construidos en el sitio de las casas dañadas durante los bombardeos en la Segunda Guerra Mundial. La cercana Escuela Secundaria Godwin en Forest Gate recientemente obtuvo un Premio Escolar Internacional del Consejo Británico, mientras que la Escuela Comunitaria Forest Gate, calificada como Sobresaliente por Ofsted, sigue siendo una de las mejores del país, según la medida de puntajes de Progress 8. La escuela secundaria también es miembro de World Class Schools, después de haber sido acreditada después de un proceso. y Cranmer) corriendo hacia los espacios abiertos de Wanstead Flats.

## Ocio
Forest Gate también alberga West Ham Park, que proporciona un lugar para practicar deportes y, al norte, Forest Gate limita con Wanstead Flats, que tiene numerosos campos de fútbol y áreas reservadas para la biodiversidad y para caminar.
Entre los muchos equipos que juegan en los pisos se encuentra el equipo de fútbol de la liga dominical Senrab F.C. Con sede en Forest Gate, Senrab opera quince equipos para grupos de edad que van desde los 5 a los 17 años y ha producido varios jugadores que han tenido carreras profesionales exitosas, entre ellos: John Terry (quien donó una suma no revelada para mantener el club en funcionamiento en abril de 2011), Sol Campbell, Jermaine Defoe, Ledley King, Bobby Zamora y Paul Konchesky. Varios entrenadores profesionales también comenzaron en Senrab, sobre todo Dario Gradi, Ray Wilkins y Alan Curbishley.
Asimismo, Forest Gate tiene una sucursal local del Women's Institute y la sede de Spotted Dog, en el número 212 de Upton Lane.

## Transporte
La estación de tren Forest Gate se encuentra en la zona 3 de Travelcard en la línea principal Great Eastern y se inauguró por primera vez en 1840, un año después de que se construyera la línea, pero cerró en 1843, antes de reabrir después de la presión de los residentes locales el 31 de mayo de 1846. la estación ahora está en la línea Elizabeth, con servicios en dirección oeste a Paddington y en dirección este a Shenfield. Otras estaciones en el área incluyen la estación de tren Wanstead Park, que se encuentra en la línea Gospel Oak a Barking en la Zona 3.

## Música
Forest Gate tiene varias asociaciones de música y actuación: fue durante muchos años la sede del Tonic Sol-fa College de John Curwen, que enseñó a un gran número de personas a tocar música sin aprender la notación convencional. En diciembre de 1966, Jimi Hendrix escribió Purple Haze en el Upper Cut Club, propiedad de Douglas Bayle y George y Billy Walker, había sido inaugurado por The Who y tenía a The Small Faces como banda de la casa durante un tiempo. Más tarde se convirtió en el as de tréboles en Woodgrange Road. De Underground Records, la tienda de discos y estudio seminal de jungle/drum and bass estuvo ubicada en Sebert Road, Forest Gate, de 1991 a 1996. The Newham Generals (D Double E & Footsie) también son de Forest Gate, y el video de su La canción 'Frontline' fue filmada en la estación de tren Forest Gate. Ben Drew, también conocido como Plan B, creció en Forest Gate y vivió en Hampton Road en Woodgrange Estate. Depeche Mode comenzó a grabar en el estudio de John Bassett en Sebert Road.  El primer concierto de Rock Against Racism se llevó a cabo en el pub Princess Alice en el cruce de Romford Road y Woodgrange Road en 1976.
Damnably Records comenzó en Forest Gate en Salisbury Road y muchas de sus bandas, incluidas Shonen Knife, Geoff Farina, Chris Brokaw, Wussy, se quedaron o visitaron allí durante la gira y Kath Bloom tocó un concierto en casa allí en 2011. También basado en el mismo E7 cul de sac que Damnably Records una vez llamó hogar son Vacilando '68 Recordings (anteriormente operando como The Orchestra Pit Recording Co.) que ha lanzado discos de vinilo de artistas internacionales como Howe Gelb, Orkesta Mendoza, Marianne Dissard y Naim Amor, además de tener una fuerte participación en la escena musical de Medway a través de The Singing Loins, Theatre Royal y Stuart Turner and the Flat Earth Society. Damnably y Vacilando '68 se han asociado en numerosas ocasiones para promover espectáculos en vivo, incluso en el ahora desaparecido Moka East con sede en el Parque Olímpico, Stratford.

## Deporte
En Forest Gate se encuentra Clapton CFC, un club de fútbol que no pertenece a la liga y que en 2020 completó la compra del campo de fútbol sénior más antiguo de Londres, The Old Spotted Dog Ground. El barrio también cuenta con un conocido equipo de la liga dominical, el Senrab FC.